# Starinas mezs
Starinas mezs este o arie protejată (arie specială de conservare — SAC, sit de importanță comunitară — SCI, arie de protecție specială avifaunistică — SPA) din Letonia întinsă pe o suprafață de 156,94 ha, integral pe uscat.

## Localizare
Centrul sitului Starinas mezs este situat la coordonatele 55°49′35″N 27°31′34″E / 55.8263°N 27.5262°E.

## Înființare
Situl Starinas mezs a fost declarat arie de protecție specială avifaunistică în decembrie 2003 pentru a proteja 1 specie de plante. Alte tipuri de protecție:
- sit de importanță comunitară (în mai 2004)
- arie specială de conservare (în mai 2004)[1][3][4]

## Biodiversitate
Situată în ecoregiunea boreală, aria protejată conține 4 habitate naturale: Lacuri eutrofice naturale cu vegetație de tip Magnopotamion sau Hydrocharition, Păduri caducifoliate bătrâne naturale hemiboreale fino-scandinave (Quercus, Tilia, Acer, Fraxinus sau Ulmus) bogate în specii epifite, Păduri de stejar sau de stejar și carpen sub-atlantice și medio-europene de Carpinion betuli, Păduri pe pante, grohotișuri și ravene de Tilio-Acerion.
La baza desemnării sitului se află o specie protejată de  plante: mușchi (Dicranum viride)
Pe lângă speciile protejate, pe teritoriul sitului au mai fost identificate 2 specii de plante.